# Enric Sabaté i Roca
Enric Sabaté i Roca (Lleida, 1875 - Sant Feliu de Llobregat, 1952) va ser un militar i polític català, alcalde de Sant Feliu de Llobregat entre 1940 i 1941.
Tot i que va néixer a Lleida, des de finals del segle xix vivia a Sant Feliu de Llobregat. L'any 1893, amb 18 anys, havia combatut a la primera Guerra del Rif. Quatre anys més tard va lluitar a la guerra de les Filipines contra els insurrectes.
A Sant Feliu va destacar pel seu esperit militar. Li agradava instruir els nois dels «boy-scouts», i els de l'escola «Montserrat» que havien d'ingressar a l'Exèrcit. Durant molts anys representà l'administració de la Casa Álvarez de Sant Feliu de Llobregat. Va presidir el Comitè Local de la Creu Roja Espanyola.
Amb motiu dels fets del sis d'octubre, va enviar, juntament amb el rector ecònom i el representant de l'Obra de la parroquia de Sant Feliu, un telegrama al president de la República Niceto Alcalá-Zamora demanant l'indult pels detinguts a Barcelona.
Durant la República era Dipositari dels Fons Municipals. Després de la revolta del 18 de juliol del 1936, fou destituït pel Comitè Revolucionari. Amb la victòria franquista fou rehabilitat en el seu càrrec i l'any 1940 va ser alcalde franquista de Sant Feliu.
Fou fundador i president l'Associació dels supervivents de les campanyes de Cuba, Puerto Rico i Filipines.